# Kraljevec Šemnički
Kraljevec Šemnički falu Horvátországban Krapina-Zagorje megyében. Közigazgatásilag Radobojhoz tartozik.

## Fekvése
Krapinától 6 km-re, községközpontjától 3 km-re délkeletre fekszik.

## Története
1857-ben 118, 1910-ben 207 lakosa volt. A falu Trianonig Varasd vármegye Krapinai járásához tartozott. 
2001-ben 131 lakosa volt.

## Külső hivatkozások
Radoboj község hivatalos oldala